# Circuit Franco–Belge 2023
82. ročník jednodenního cyklistického závodu Circuit Franco–Belge se konal 28. září 2023 v Belgii. Vítězem se stal Belgičan Arnaud De Lie z týmu Lotto–Dstny. Na druhém a třetím místě se umístili Nor Rasmus Tiller (Uno-X Pro Cycling Team) a Novozélanďan Corbin Strong (Israel–Premier Tech). Závod byl součástí UCI ProSeries 2023 na úrovni 1.Pro.

## Týmy
Závodu se zúčastnilo 7 z 18 UCI WorldTeamů, 9 UCI ProTeamů a 4 UCI Continental týmy. Každý tým přijel na start se sedmi závodníky kromě týmů Materiel-Velo.com, Van Rysel–Roubaix–Lille Métropole a VolkerWessels Cycling Team s šesti jezdci. 5 závodníků neodstartovalo, na start se tak postavilo 132 jezdců. Do cíle na Mont-de-l'Enclus dojelo 84 z nich.
UCI WorldTeamy
- AG2R Citroën Team
- Alpecin–Deceuninck
- Arkéa–Samsic
- Cofidis
- Intermarché–Circus–Wanty
- Lidl–Trek
- Soudal–Quick-Step

UCI ProTeamy
- Bingoal WB
- Bolton Equities Black Spoke
- Human Powered Health
- Israel–Premier Tech
- Lotto–Dstny
- Q36.5 Pro Cycling Team
- Team Flanders–Baloise
- Team TotalEnergies
- Uno-X Pro Cycling Team

UCI Continental týmy
- Abloc CT
- Materiel-Velo.com
- Van Rysel–Roubaix–Lille Métropole
- VolkerWessels Cycling Team

## Výsledky
| Pořadí | Jezdec                           | Tým                      | Čas        |
| ------ | -------------------------------- | ------------------------ | ---------- |
| 1      | Arnaud De Lie (BEL)              | Lotto–Dstny              | 4h 27' 52" |
| 2      | Rasmus Tiller (NOR)              | Uno-X Pro Cycling Team   | + 0"       |
| 3      | Corbin Strong (NZL)              | Israel–Premier Tech      | + 0"       |
| 4      | Tobias Halland Johannessen (NOR) | Uno-X Pro Cycling Team   | + 2"       |
| 5      | Florian Sénéchal (FRA)           | Soudal–Quick-Step        | + 2"       |
| 6      | Lorenzo Rota (ITA)               | Intermarché–Circus–Wanty | + 6"       |
| 7      | Georg Zimmermann (GER)           | Intermarché–Circus–Wanty | + 6"       |
| 8      | Yves Lampaert (BEL)              | Soudal–Quick-Step        | + 8"       |
| 9      | Toms Skujiņš (LAT)               | Lidl–Trek                | + 9"       |
| 10     | Anthony Turgis (FRA)             | Team TotalEnergies       | + 13"      |